# North Sea Film Festival
Het North Sea Film Festival is een Nederlands filmfestival dat gericht is op onderwaterfilms. De eerste editie vond plaats  van 30 november tot en met 2 december 2007 in het Museon in Den Haag.
De initiatiefnemer van het festival is Edward Snijders, oprichter van de stichting Submarines en zelf onderwater filmmaker.
Het festival werd mogelijk gemaakt door de Nederlandse Onderwatersport Bond (NOB) en ook de gemeente Den Haag draagt financieel bij aan het festival en daarnaast tal van andere sponsoren. Er worden ook prijzen uitgericht op het festival, het festival zelf looft in de 2 categorieën de Wave uit.  Er is een prijs van de NOB voor een Nederlandse film, een Nederlandse filmmaker of een in Nederland opgenomen film. Een andere prijs is de Greenpeace Oceans Award. Deze prijs wordt toegekend aan een film die het publiek bewust maakt van het belang om de oceanen te beschermen.
Het succes van het festival heeft ertoe geleid dat de stichting Submarines  op 7, 8 en 9 november 2008, een tweede North Sea Film Festival organiseert in het Museon te Den Haag.